# Campionato africano femminile under 17 di calcio 2013
Il Campionato africano femminile under 17 di calcio 2013 è stato la 4ª edizione del torneo. Si è svolto dal 17 agosto 2013 al 24 novembre 2013 con la formula dell'eliminazione diretta e partite di andata e ritorno. Il torneo valeva come qualificazione per il Campionato mondiale femminile under 17 di calcio 2014.

## Primo turno
L'andata è stata giocata il 17 agosto 2013, il ritorno il 1º settembre.
| Squadra 1          | Totale      | Squadra 2      | Andata | Ritorno |
| ------------------ | ----------- | -------------- | ------ | ------- |
| Guinea Equatoriale | per ritiro1 | Kenya          |        |         |
| Ghana              | per ritiro2 | Rep. del Congo |        |         |
| Botswana           | 3 – 8       | Zambia         | 2 – 5  | 1 – 3   |
| Marocco            | per ritiro1 | Sudan del Sud  |        |         |

- 1 Kenya e Marocco si sono ritirati dall'incontro.
- 2 Il Congo non si è presentato alla gara di andata. La CAF lo ha di conseguenza eliminato.

## Secondo turno
L'andata è stata giocata tra il 2 e il 3 novembre 2013, il ritorno tra il 23 e il 24 novembre.

Nigeria e Sud Africa entrano in questo turno come teste di serie. Le vincitrici si qualificheranno al Campionato mondiale femminile under 17 di calcio 2014.
| Squadra 1     | Totale      | Squadra 2          | Andata | Ritorno |
| ------------- | ----------- | ------------------ | ------ | ------- |
| Ghana         | 5 - 2       | Guinea Equatoriale | 2 – 0  | 3 – 2   |
| Zambia        | 6 - 4       | Sudafrica          | 3 – 3  | 3 – 1   |
| Sudan del Sud | per ritiro1 | Nigeria            |        |         |

- 1 Il Sud Sudan si è ritirato dall'incontro.